# Roque Sáenz Peña
Roque Sáenz Peña Lahitte (ur. 1851, zm. 1914), argentyński polityk i adwokat, syn prezydenta Luisa, w 1890 minister spraw zagranicznych z ramienia konserwatywnej Narodowej Partii Autonomistycznej (PAN), ambasador we Włoszech od 1907 do 1910. Był również ambasadorem w Urugwaju i w Stanach Zjednoczonych.
Od 12 października 1910 do 9 sierpnia 1914 sprawował urząd prezydenta Argentyny. Wprowadził powszechne prawo wyborcze.